# Campeonato Europeo de Baloncesto Masculino de 1987
La edición XXV del Campeonato de Europa masculino de baloncesto tuvo lugar en el Estadio de la Paz y la Amistad, ubicado en el distrito de El Pireo, (Grecia), entre el 3 y el 14 de junio de 1987 y contó con la presencia de 12 selecciones nacionales.

## Grupos
Los doce equipos participantes fueron divididos en dos grupos de la forma siguiente:
| Grupo A         | Grupo B          |
| --------------- | ---------------- |
| España          | Alemania Federal |
| Francia         | Israel           |
| Grecia          | Italia           |
| Rumania         | Países Bajos     |
| Unión Soviética | Polonia          |
| Yugoslavia      | Checoslovaquia   |

## Primera fase

### Grupo A
| Equipo          | J | G | P | T+  | T-  | DT   | PTS |
| --------------- | - | - | - | --- | --- | ---- | --- |
| Unión Soviética | 5 | 5 | 0 | 501 | 399 | +102 | 10  |
| Yugoslavia      | 5 | 3 | 2 | 473 | 421 | +52  | 8   |
| España          | 5 | 3 | 2 | 497 | 455 | +42  | 8   |
| Grecia          | 5 | 3 | 2 | 430 | 399 | +31  | 8   |
| Francia         | 5 | 1 | 4 | 395 | 471 | -76  | 6   |
| Rumania         | 5 | 0 | 5 | 410 | 561 | -151 | 5   |

| Fecha    | Partido         | Partido | Partido         | Resultado |
| -------- | --------------- | ------- | --------------- | --------- |
| 03.06.87 | España          | -       | Francia         | 111-70    |
| 03.06.87 | Rumania         | -       | Grecia          | 77-109    |
| 03.06.87 | Yugoslavia      | -       | Unión Soviética | 93-100    |
| 04.06.87 | Rumania         | -       | España          | 98-116    |
| 04.06.87 | Unión Soviética | -       | Francia         | 107-78    |
| 04.06.87 | Yugoslavia      | -       | Grecia          | 78-84     |
| 05.06.87 | Unión Soviética | -       | Rumania         | 121-74    |
| 05.06.87 | Grecia          | -       | España          | 89-106    |
| 05.06.87 | Yugoslavia      | -       | Francia         | 88-83     |
| 06.06.87 | Francia         | -       | Rumania         | 95-83     |
| 06.06.87 | Yugoslavia      | -       | España          | 94-76     |
| 06.06.87 | Grecia          | -       | Unión Soviética | 66-69     |
| 07.06.87 | Yugoslavia      | -       | Rumania         | 120-78    |
| 07.06.87 | España          | -       | Unión Soviética | 88-104    |
| 07.06.87 | Francia         | -       | Grecia          | 69-82     |

### Grupo B
| Equipo         | J | G | P | T+  | T-  | DT  | PTS |
| -------------- | - | - | - | --- | --- | --- | --- |
| Italia         | 5 | 5 | 0 | 467 | 379 | +88 | 10  |
| Alemania       | 5 | 3 | 2 | 428 | 447 | -19 | 8   |
| Polonia        | 5 | 3 | 2 | 432 | 434 | -2  | 8   |
| Checoslovaquia | 5 | 2 | 3 | 436 | 437 | -1  | 7   |
| Países Bajos   | 5 | 1 | 4 | 380 | 430 | -50 | 6   |
| Israel         | 5 | 1 | 4 | 422 | 438 | -16 | 6   |

| Fecha    | Partido             | Partido | Partido             | Resultado |
| -------- | ------------------- | ------- | ------------------- | --------- |
| 03.06.87 | Israel              | -       | Checoslovaquia      | 99-83     |
| 03.06.87 | Polonia             | -       | Países Bajos        | 91-84     |
| 03.06.87 | Italia              | -       | Alemania Occidental | 84-78     |
| 04.06.87 | Israel              | -       | Países Bajos        | 60-61     |
| 04.06.87 | Polonia             | -       | Italia              | 85-99     |
| 04.06.87 | Checoslovaquia      | -       | Alemania            | 95-72     |
| 05.06.87 | Países Bajos        | -       | Italia              | 71-95     |
| 05.06.87 | Israel              | -       | Alemania Occidental | 107-112   |
| 05.06.87 | Checoslovaquia      | -       | Polonia             | 84-87     |
| 06.06.87 | Alemania Occidental | -       | Polonia             | 90-86     |
| 06.06.87 | Países Bajos        | -       | Checoslovaquia      | 89-108    |
| 06.06.87 | Israel              | -       | Italia              | 79-99     |
| 07.06.87 | Alemania Occidental | -       | Países Bajos        | 76-75     |
| 07.06.87 | Israel              | -       | Polonia             | 77-83     |
| 07.06.87 | Italia              | -       | Checoslovaquia      | 90-66     |

## Fase final

### Puestos del 1 al 4
|  | Cuartos de final | Cuartos de final |                 |            | Semifinales            | Semifinales            |  |  | Final | Final |
|  |                  |                  |                 |            |                        |                        |  |  |       |       |
|  |                  |                  |                 |            |                        |                        |  |  |       |       |
|  |                  |                  |                 |            |                        |                        |  |  |       |       |
|  | Unión Soviética  | 110              |                 |            |                        |                        |  |  |       |       |
|  | Unión Soviética  | 110              |                 |            |                        |                        |  |  |       |       |
|  | Checoslovaquia   | 91               |                 |            |                        |                        |  |  |       |       |
|  | Checoslovaquia   | 91               | Unión Soviética | 113        |                        |                        |  |  |       |       |
|  |                  |                  | Unión Soviética | 113        |                        |                        |  |  |       |       |
|  |                  | España           | 96              |            |                        |                        |  |  |       |       |
|  | España           | España           | 96              | 107        |                        |                        |  |  |       |       |
|  | España           |                  |                 | 107        |                        |                        |  |  |       |       |
|  | Alemania         | 77               |                 |            |                        |                        |  |  |       |       |
|  | Alemania         | 77               | Unión Soviética | 101        |                        |                        |  |  |       |       |
|  |                  |                  | Unión Soviética | 101        |                        |                        |  |  |       |       |
|  |                  | Grecia           | 103             |            |                        |                        |  |  |       |       |
|  | Italia           | Grecia           | 103             | 78         |                        |                        |  |  |       |       |
|  | Italia           |                  |                 | 78         |                        |                        |  |  |       |       |
|  | Grecia           | 90               |                 |            |                        |                        |  |  |       |       |
|  | Grecia           | 90               | Grecia          | 81         | Tercer y cuarto puesto | Tercer y cuarto puesto |  |  |       |       |
|  |                  |                  | Grecia          | 81         | Tercer y cuarto puesto | Tercer y cuarto puesto |  |  |       |       |
|  |                  | Yugoslavia       | 77              |            |                        |                        |  |  |       |       |
|  | Polonia          | Yugoslavia       | 77              | 81         | España                 | 87                     |  |  |       |       |
|  | Polonia          |                  |                 | 81         | España                 | 87                     |  |  |       |       |
|  | Yugoslavia       | 128              |                 | Yugoslavia | 98                     |                        |  |  |       |       |
|  | Yugoslavia       | 128              |                 |            | 98                     |                        |  |  |       |       |
|  |                  |                  |                 |            |                        |                        |  |  |       |       |
|  |                  |                  |                 |            |                        |                        |  |  |       |       |

### Puestos del 5 al 8
|  | Puestos del 5 al 8  | Puestos del 5 al 8 |    |                | Puesto 5            | Puesto 5 |  |
|  |                     |                    |    |                |                     |          |  |
|  |                     |                    |    |                |                     |          |  |
|  |                     |                    |    |                |                     |          |  |
|  | Checoslovaquia      | 91                 |    |                |                     |          |  |
|  | Alemania Occidental | 93                 |    |                |                     |          |  |
|  |                     |                    |    |                |                     |          |  |
|  |                     |                    |    |                |                     |          |  |
|  |                     |                    |    |                | Alemania Occidental | 84       |  |
|  |                     | Italia             | 87 |                |                     |          |  |
|  |                     |                    |    |                |                     |          |  |
|  |                     |                    |    |                |                     |          |  |
|  |                     |                    |    |                | Puesto 7            |          |  |
|  |                     |                    |    |                |                     |          |  |
|  | Italia              | 93                 |    | Checoslovaquia | 92                  |          |  |
|  | Polonia             | 75                 |    |                | Polonia             | 96       |  |

### Puestos del 9 al 12
|  | Puestos del 9 al 12 | Puestos del 9 al 12 |    |        | Puesto 9  | Puesto 9 |  |
|  |                     |                     |    |        |           |          |  |
|  |                     |                     |    |        |           |          |  |
|  |                     |                     |    |        |           |          |  |
|  | Francia             | 96                  |    |        |           |          |  |
|  | Israel              | 93                  |    |        |           |          |  |
|  |                     |                     |    |        |           |          |  |
|  |                     |                     |    |        |           |          |  |
|  |                     |                     |    |        | Francia   | 94       |  |
|  |                     | Países Bajos        | 80 |        |           |          |  |
|  |                     |                     |    |        |           |          |  |
|  |                     |                     |    |        |           |          |  |
|  |                     |                     |    |        | Puesto 11 |          |  |
|  |                     |                     |    |        |           |          |  |
|  | Países Bajos        | 88                  |    | Israel | 97        |          |  |
|  | Rumania             | 87                  |    |        | Rumania   | 87       |  |

### Puestos del 9º al 12º
| Fecha    | Partido      | Partido | Partido | Resultado |
| -------- | ------------ | ------- | ------- | --------- |
| 09.06.87 | Francia      | -       | Israel  | 96-93     |
| 10.06.87 | Países Bajos | -       | Rumania | 88-87     |

### Puestos del 5º al 8º
| Fecha    | Partido        | Partido | Partido             | Resultado |
| -------- | -------------- | ------- | ------------------- | --------- |
| 11.06.87 | Checoslovaquia | -       | Alemania Occidental | 91-93     |
| 11.06.87 | Italia         | -       | Polonia             | 93-75     |

### Semifinales
| Fecha    | Partido         | Partido | Partido    | Resultado |
| -------- | --------------- | ------- | ---------- | --------- |
| 12.06.87 | Unión Soviética | -       | España     | 113-96    |
| 12.06.87 | Grecia          | -       | Yugoslavia | 81-77     |

### Undécimo puesto
| Fecha    | Partido | Partido | Partido | Resultado |
| -------- | ------- | ------- | ------- | --------- |
| 11.06.87 | Israel  | -       | Rumania | 97-87     |

### Noveno puesto
| Fecha    | Partido | Partido | Partido      | Resultado |
| -------- | ------- | ------- | ------------ | --------- |
| 13.06.87 | Francia | -       | Países Bajos | 94-80     |

### Séptimo puesto
| Fecha    | Partido        | Partido | Partido | Resultado |
| -------- | -------------- | ------- | ------- | --------- |
| 13.06.87 | Checoslovaquia | -       | Polonia | 92-96     |

### Quinto puesto
| Fecha    | Partido             | Partido | Partido | Resultado |
| -------- | ------------------- | ------- | ------- | --------- |
| 14.06.87 | Alemania Occidental | -       | Italia  | 84-87     |

### Tercer puesto
| Fecha    | Partido | Partido | Partido    | Resultado |
| -------- | ------- | ------- | ---------- | --------- |
| 13.06.87 | España  | -       | Yugoslavia | 87-98     |

### Final
| Fecha    | Partido         | Partido | Partido | Resultado |
| -------- | --------------- | ------- | ------- | --------- |
| 14.06.87 | Unión Soviética | -       | Grecia  | 101-103   |

## Medallero
|        |                 |            |
| Grecia | Unión Soviética | Yugoslavia |

## Clasificación final
| 1. - Grecia           |
| 2. - Unión Soviética  |
| 3. - Yugoslavia       |
| 4. - España           |
| 5. - Italia           |
| 6. - Alemania Federal |
| 7. - Polonia          |
| 8. - Checoslovaquia   |
| 9. - Francia          |
| 10. - Países Bajos    |
| 11. - Israel          |
| 12. - Rumania         |

## Plantilla de los 4 primeros clasificados
1.Grecia: Nikos Galis, Panagiotis Giannakis, Panagiotis Fasoulas, Fanis Christodoulou, Michalis Romanidis, Nikos Filippou, Nikos Stavropoulos, Memos Ioannou, Argiris Kambouris, Panagiotis Karatzas, Liveris Andritsos, Nikos Linardos (Entrenador: Kostas Politis)
2.Unión Soviética: Aleksandr Vólkov, Valdis Valters, Šarūnas Marčiulionis, Valeri Tikhonenko, Vladimir Tkachenko, Sergėjus Jovaiša, Valdemaras Chomičius, Heino Enden, Sergei Babenko, Sergei Tarakanov, Viktor Pankrashkin, Valeri Goborov (Entrenador: Alexander Gomelsky)
3.Yugoslavia: Dražen Petrović, Aza Petrovic, Toni Kukoč, Vlade Divac, Dino Rađa, Žarko Paspalj, Stojan Vranković, Aleksandar Djordjevic, Danko Cvjetičanin, Ratko Radovanović, Zoran Radović, Goran Grbović (Entrenador: Krešimir Ćosić)
4.España: Juan Antonio San Epifanio, Jordi Villacampa, Chicho Sibilio, Ignacio Solozábal, Andrés Jiménez, Ferran Martínez, Fernando Romay, José Antonio Montero, José Maria Margall, Fernando Arcega, Francisco Zapata, José Ángel Arcega (Entrenador: Antonio Díaz-Miguel)

## Trofeos individuales

### Mejor jugadorMVP
- Nikos Galis

### Quinteto ideal del torneo
- Nikos Galis
- Šarūnas Marčiulionis
- Aleksandr Vólkov
- Andrés Jiménez
- Panagiotis Fasoulas